# Televisión Universidad de Concepción
La Corporación de Televisión de la Universidad de Concepción (conocido como Televisión Universidad de Concepción y estilizado como TVU) es un canal de televisión abierta chileno de índole regional, que transmite para la Región del Biobío. Fue lanzado oficialmente el 4 de abril de 1997 y es propiedad de la empresa Octava Comunicaciones, perteneciente de la Universidad de Concepción.

## Historia
Los orígenes de la Televisión de la Universidad de Concepción se remontan a 1977, cuando fue lanzada una señal de circuito cerrado en el canal 10 de la banda VHF, llamado «Televisión Educativa», bajo la administración del rector Henry Rochna Viola.
En 1993, el rector Augusto Parra Muñoz impulsó la idea de avanzar hacia una señal por cable con cobertura provincial. Por ende, el canal se asoció con Dragomir Yanković y la empresa Video Cable Concepción. Ese mismo año, la universidad pidió autorización al Estado para obtener una licencia para transmitir por televisión abierta, aprobada y otorgada por el Ministerio de Transportes y Telecomunicaciones el 20 de octubre de 1994 por un lapso de 25 años. A fines de 1996, los estudios del canal se mudan del Barrio Universitario a unas instalaciones ubicadas en la calle Chacabuco. Finalmente, el 4 de abril de 1997, el canal fue lanzado oficialmente como señal abierta.
El 30 de octubre del 2000, Claudio Suárez Eriz asume la dirección ejecutiva del canal. En enero de 2002, el canal crea su propia línea editorial. En diciembre de 2002, TVU fue agregado a la parrilla programática de VTR y Metrópolis. En 2005, el canal adquirió equipos de grabación digitales. 
En febrero de 2020, Mauricio Jara Lavín fue nombrado como gerente general de los Medios de Comunicación de la Universidad de Concepción (Medios UdeC).
Desde enero de 2020, TVU, junto con otros canales pertenecientes a Arcatel (Asociación Regional de Canales de Televisión de Chile) fue agregado al servicio IPTV de Movistar.
El 26 de abril de 2022, el Departamento de Prensa realiza un cambio, ya que asume la Edición General el periodista Williams Gómez, con la Dirección de Contenidos a cargo de Edgardo "Galo" Vargas, reforzando, así, sus temáticas pluralistas, descentralizadoras y universitarias, con foco en una televisión para plataformas y con un fuerte vínculo en visibilizar las carencias y desafíos que exhiben las diversas comunidades.
El 17 de septiembre de 2022, TVU fue agregado al cable operador Zapping.
En agosto de 2023, el canal consiguió su señal digital definitiva en el canal 57 UHF del Gran Concepción, luego de emitir de forma temporal por dos años en la señal virtual 14.2 perteneciente a la empresa antofagastina CNC Medios.
La estación suma programas como Medios UdeC, Multiversos, Conéctate, Conéctate redes y un matinal reestructurado. Somos información, contamos historias' es su nuevo slogan.[cita requerida]

## Programación
La programación del canal es de índole generalista. Su oferta consiste en documentales de National Geographic Channel y Deutsche Welle de Alemania, conciertos de música clásica, espectáculos de teatro, ópera y ballet, series infantiles, espacios de noticiarios, programas de entrevistas y deportes. Además el canal ha cubierto algunos eventos importantes para la región, como las elecciones presidenciales, de alcaldes, diputados y senadores, los encuentros de local de la Universidad de Concepción en el Campeonato Nacional de Básquetbol Dimayor (2005), y el debate por las elecciones de rector de la propia universidad (2006). Además, en julio de 2005, transmitió en directo la semifinal y final de Campeonato de Básquetbol Dimayor Centro-Sur.

### Infantil
El canal emitió dibujos animados como Tenchi Muyō!, Jigoku Sensei Nube, El gladiador, Monster Rancher, Las tortugas ninja, Robotrabajadores, Hamtaro y Yan Yan y el genio, que se emitían entre las 15:45 p. m.. y 17:00 p. m.. Luego del término de A la ronda, ronda de Canal Regional, el Tony Pulguita realizó un programa en TVU titulado El club mágico, el cual duró hasta cuando Pulguita volvió a Canal Regional para realizar Pulguita y sus amigos (posteriormente titulado El sueño de Pulguita).

### Programación actual
- Siempre Juntos
- Hoy Hablamos
- TVU Noticias
- Todo Deporte Radio
- Portavoz Noticias
- Conéctate TVU
- Multiversos

### Programación anterior
- Siempre Juntos al Mediodía
- La Comunidad del Contenido
- Mensaje directo
- Pulso político
- Teleentrevista
- Hagamos Empresa
- De aquí se ve tu casa
- Área Chica
- La Butaca
- Música ligera
- TVU informa
- Cabildos TVU
- Pulso Político
- En Familia a su servicio
- Acordes Urbanos
- Actualidad Económica
- Estilo & Vida
- Vamos x Más
- Entrada Libre
- La Ruta del Chanta
- Conversando con un Amador
- Snosh
- Las regiones cantan
- El arte de la política
- Haciendo región
- Circunscripción 10

## Eslóganes
- 1997-1999: Canal 11, voz e imagen de la Octava Región
- 1999-2001: TVU, junto a usted cada día
- 2001-2003: TVU, la nueva imagen del sur
- 2004: En todo momento, TVU, ¡Ese es mi canal!
- 2004-2005: TVU te sorprende
- 2014-2016: TVU eres tú
- 2016-2021: TVU, la comunidad del contenido
- 2018-act.: Estamos conectados
- 2021-act.: El canal de la UdeC

## Galería

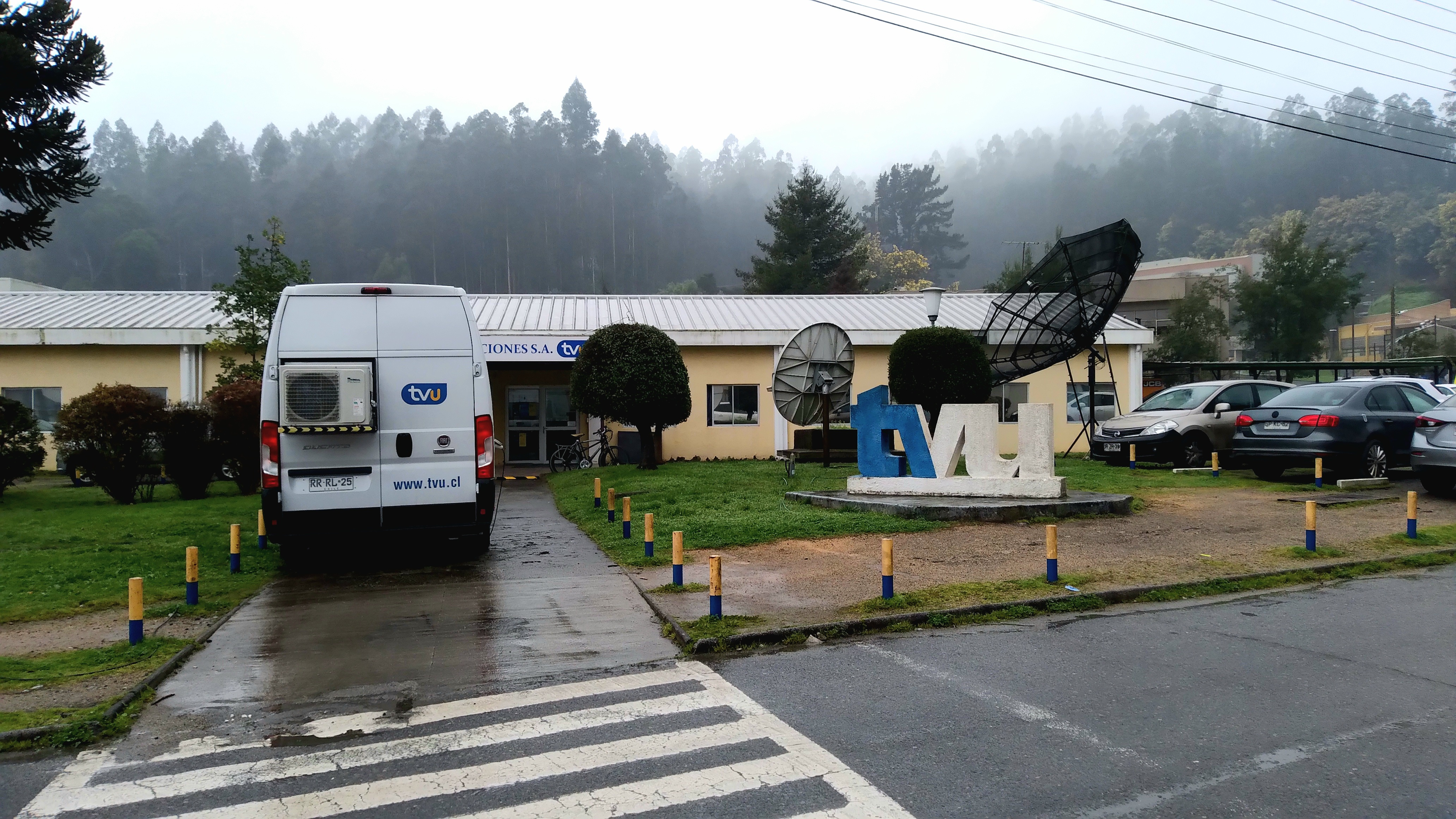
Estudios del canal en la Ciudad Universitaria de Concepción, y sede de su matriz Octava Comunicaciones.
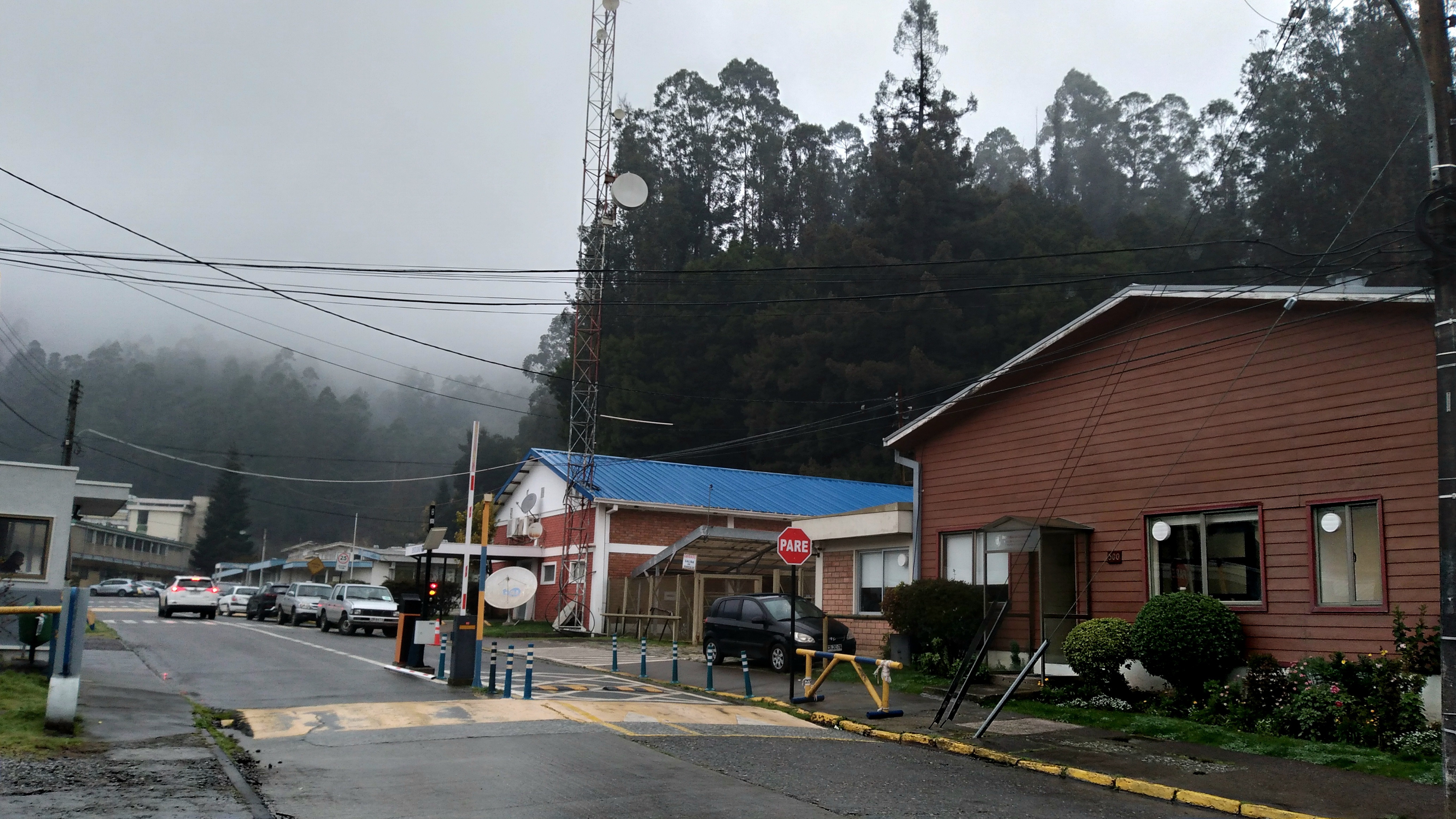
Antena transmisora del canal de televisión,
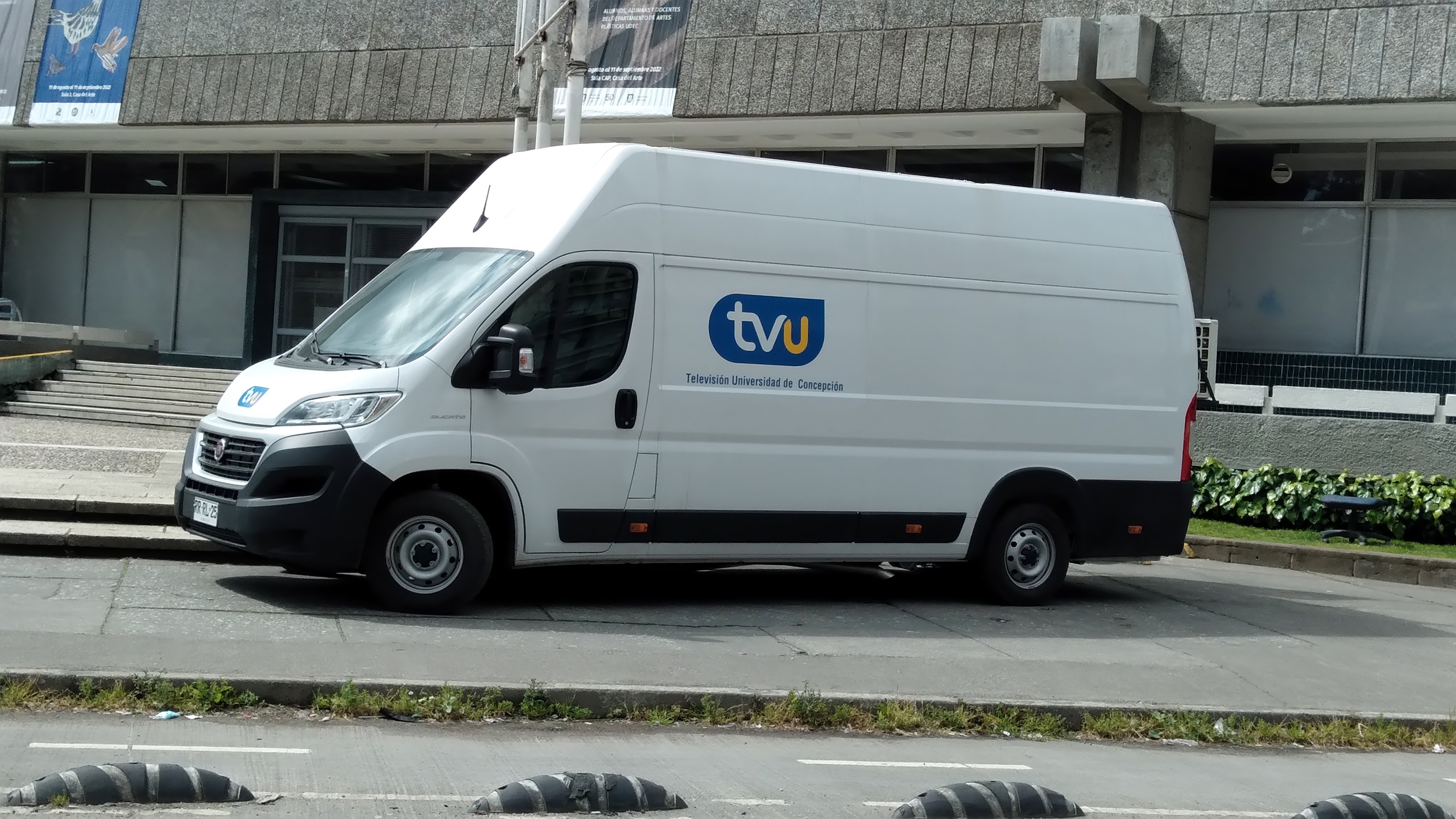
Unidad Móvil de TVU, afuera de la Pinacoteca de la Universidad de Concepción.

## Logos

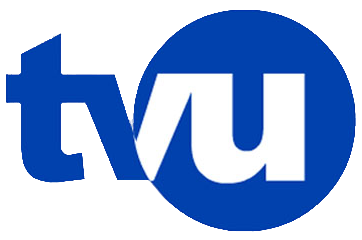
2001-2016
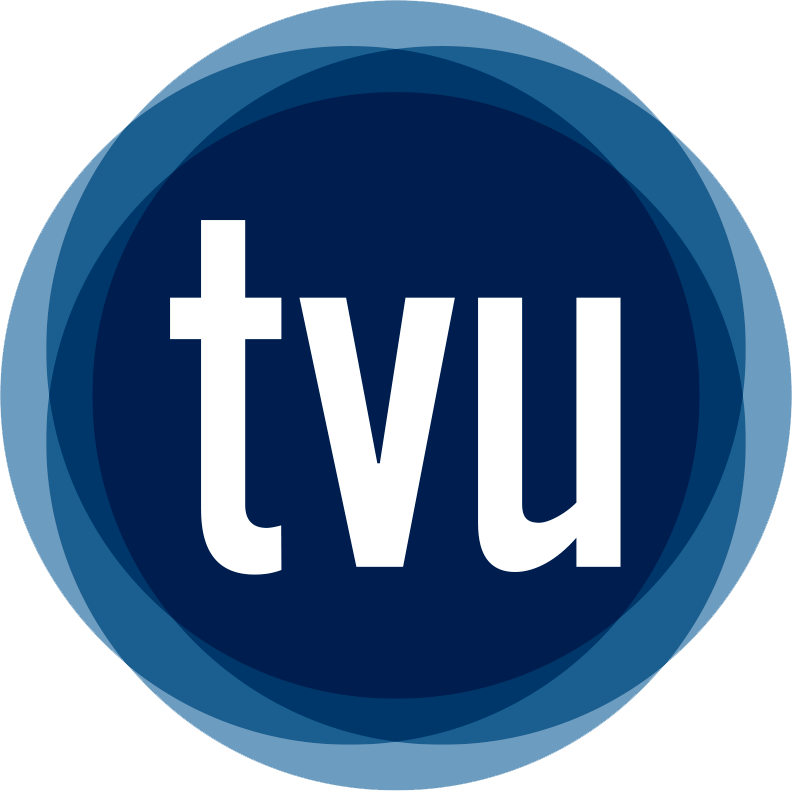
2016-2021
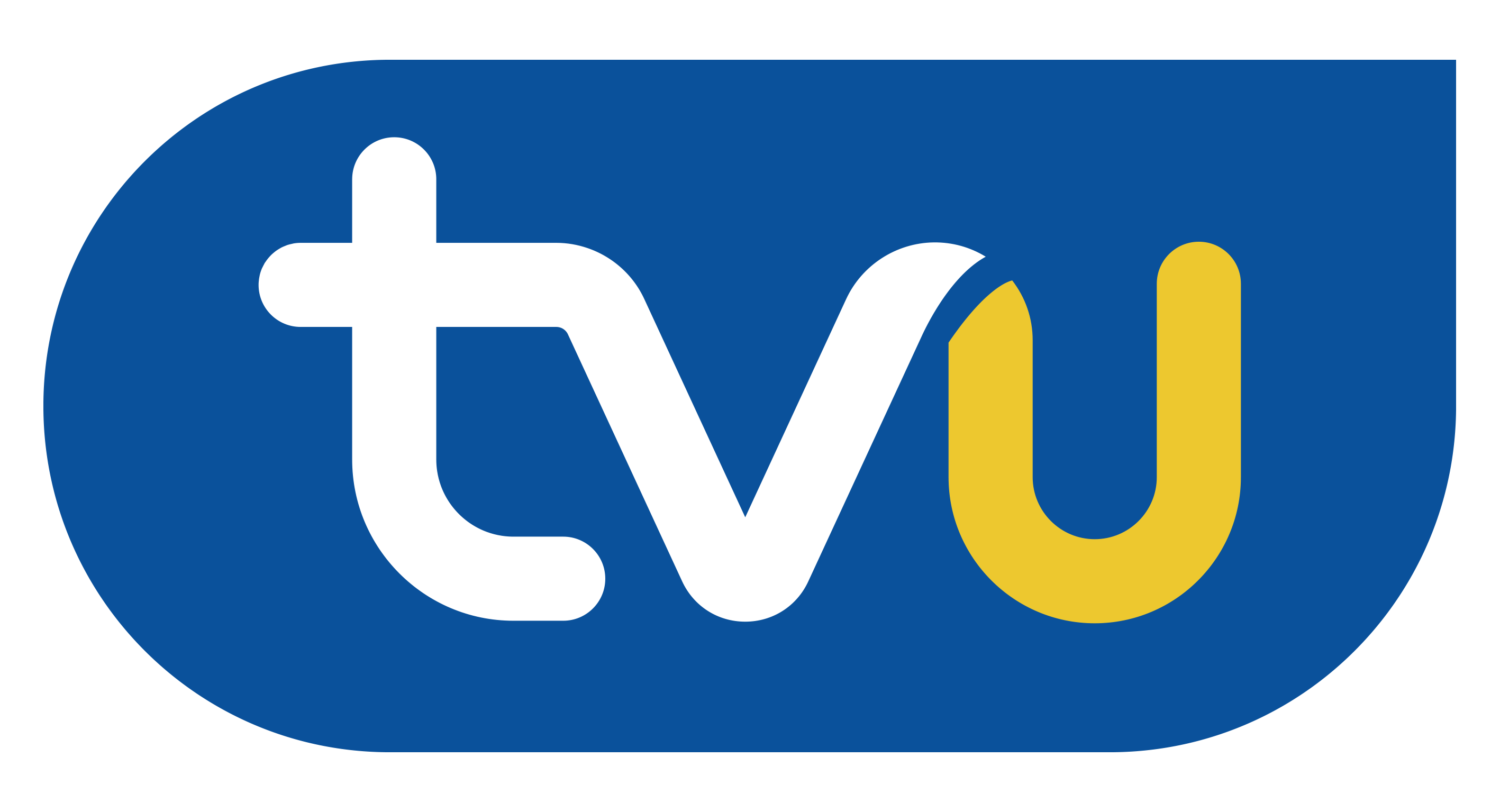
2021-